# Československo na Halovém mistrovství světa v atletice 1989

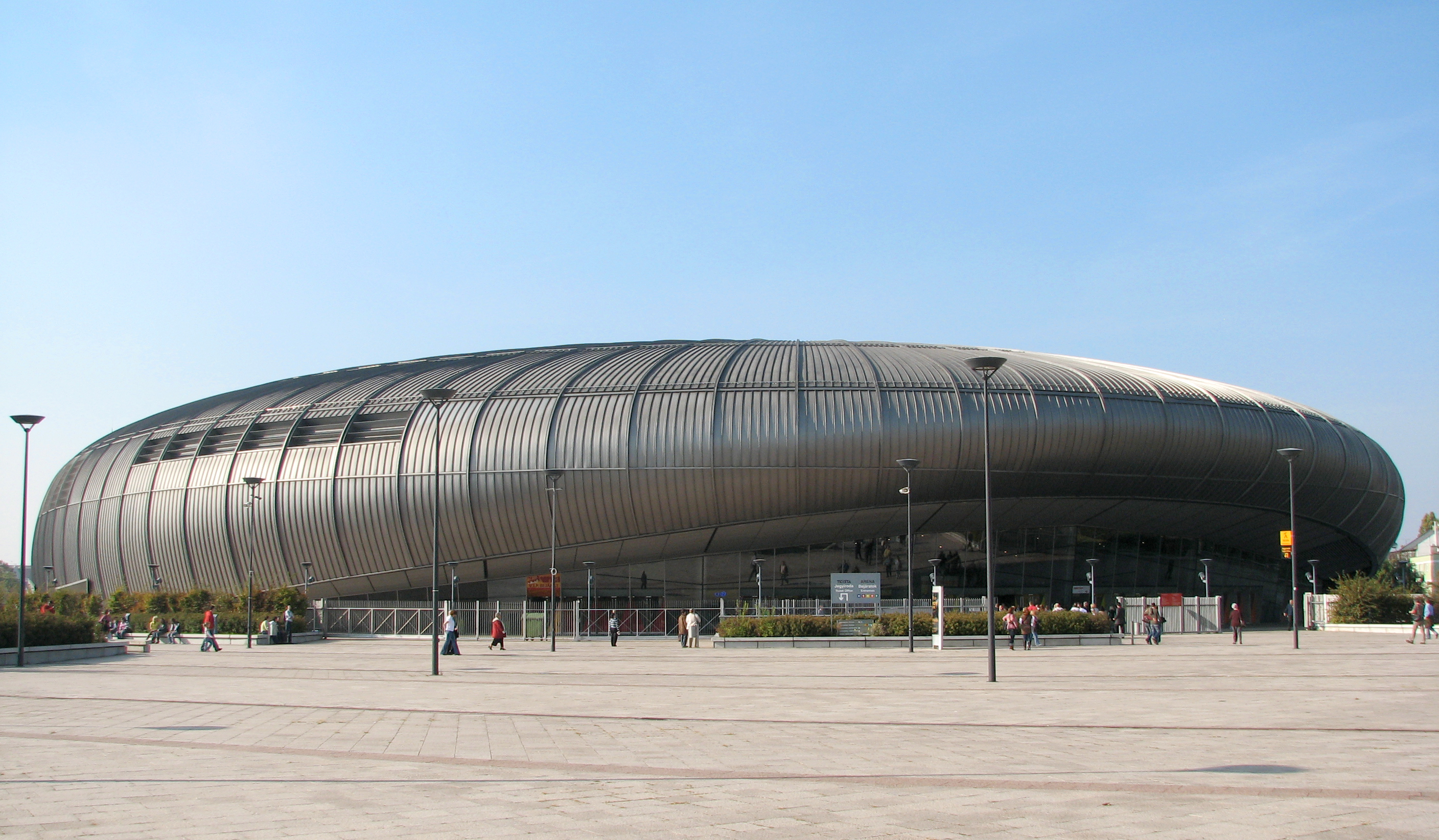
Budapešťská sportovní hala Lászlo Pappa

Halového MS v atletice 1989 se ve dnech 3. – 5. března účastnilo 9 československých atletů (7 mužů a 2 ženy). Šampionát probíhal v budapešťské sportovní aréně pojmenované po maďarském boxerovi László Pappovi, ve které se halové MS uskutečnilo také v roce 2004.
Nejlepšího výsledku dosáhl chodec Roman Mrázek, jenž vybojoval stříbrnou medaili v chůzi na 5 km. Ve finále trať zvládl v novém osobním rekordu 18:28,90. Páté místo obsadil ve finále trojskoku výkonem 16,84 m Milan Mikuláš.

## Výsledky

### Muži
| Atlet          | Disciplína    | Kvalifikace | Kvalifikace | Rozběh  | Rozběh   | Semifinále  | Semifinále  | Finále        | Finále           |
| Atlet          | Disciplína    | Výkon       | Umístění    | Výkon   | Umístění | Výkon       | Umístění    | Výkon         | Umístění         |
| -------------- | ------------- | ----------- | ----------- | ------- | -------- | ----------- | ----------- | ------------- | ---------------- |
| Jiří Hudec     | 60 m          |             |             | 6,76 s  | 18.      | nepostoupil | nepostoupil | nepostoupil   | nepostoupil      |
| Radim Kunčický | 1500 m        |             |             | 3:43,19 | 7.       |             |             | 3:39,97       | 6.               |
| Jiří Hudec     | 60 m přek.    |             |             | 7,70 s  | 4.       | 7,82 s      | 11.         | nepostoupil   | nepostoupil      |
| Pavol Blažek   | Chůze na 5 km |             |             |         |          |             |             | 18:41,34 (PB) | 6.               |
| Roman Mrázek   | Chůze na 5 km |             |             |         |          |             |             | 18:28,90 (PB) | Stříbrná medaile |
| Róbert Ruffíni | Skok do výšky | 2,10 m      | 1.          |         |          |             |             | 2,28 m        | 8.               |
| Milan Mikuláš  | Trojskok      | 16,89 m     | 2.          |         |          |             |             | 16,84 m       | 5.               |
| Karel Šula     | Vrh koulí     |             |             |         |          |             |             | 19,24 m       | 9.               |

### Ženy
| Atletka        | Disciplína    | Kvalifikace | Kvalifikace | Rozběh   | Rozběh   | Semifinále | Semifinále | Finále   | Finále   |
| Atletka        | Disciplína    | Výkon       | Umístění    | Výkon    | Umístění | Výkon      | Umístění   | Výkon    | Umístění |
| -------------- | ------------- | ----------- | ----------- | -------- | -------- | ---------- | ---------- | -------- | -------- |
| Dana Vavřačová | Chůze na 3 km |             |             | 12:52,01 | 10.      |            |            | 12:40,51 | 9.       |
| Soňa Vašíčková | Vrh koulí     |             |             |          |          |            |            | 18,52 m  | 7.       |